# Dehydratační reakce
Dehydratační reakce, zkráceně dehydratace, je chemická reakce, při které se z reagující molekuly nebo iontu odštěpí molekula vody, jde o opak hydratační reakce, kdy se naopak připojuje molekula vody. K provádění takových reakcí se nejběžněji používají kyselina sírová a oxid hlinitý, často se reagující látka zahřívá.

## Příklady
Příkladem dehydratační reakce je Fischerova–Speierova esterifikace, při které reaguje karboxylová kyselina s alkoholem za přítomnosti dehydratačního činidla:
RCO2H + R′OH ⇌ RCO2R′ + H2O
Dva monosacharidy, například glukóza a fruktóza, se mohou spojit do jedné molekuly, disacharidu (zde se jedná o sacharózu), za odštěpení molekuly vody.
Podobná je kondenzační reakce, kdy se voda odštěpuje z dvou různých reaktantů.
Opačnou reakcí je hydrolýza, kdy molekula vody u disacharidu vytvoří dvě hydroxylové skupiny a vzniknou zpět monosacharidy.
V organické syntéze se využívá řada dehydratačních reakcí, například při dehydrataci alkoholů a sacharidů.
| Reakce                                                                   | Obecná rovnice                  | Příklady |
| ------------------------------------------------------------------------ | ------------------------------- | --- |
| Přeměna dvou alkoholů na ether (substituce)                              | 2 R–OH → R–O–R + H2O            | |
| Přeměna kyseliny a alkoholu na ester (Fischerova–Speierova esterifikace) | R−COOH + R'−OH → R−COO−R' + H2O | |
| Přeměna alkoholu na alken (eliminace)                                    | R–CH2−CHOH–R → R–CH=CH–R + H2O  | například glycerol na akrolein: nebo dehydratace 2-methyl-cyklohexan-1-olu na (převážně) 1-methylcyklohexen za použití Martinova sulfuranu: Přeměna ethanolu na ethen CH3CH2OH → H2C=CH2 + H2O |
| Přeměna dvou karboxylových kyselin na anhydrid                           | 2 RCOOH → (RCO)2O + H2O         | |
| Přeměna amidu na nitril                                                  | RCONH2 → R–CN + H2O             | |
| Dienolový–benzenový přesmyk                                              |                                 | [ 5 ] [ 6 ] |

Dalšími synteticky využívanými dehydratačními reakcemi jsou tvorba triglyceridů z mastných kyselin a glycerolu a vznik glykosidové vazby při vzniku disacharidů z monosacharidů, například maltózy z dvou molekul glukózy.